# SMS Danzig (1851)
O SMS Danzig foi uma corveta operada pela Marinha Prussiana. Sua construção começou em 1850 e foi comissionado em julho do ano seguinte. Participou em 1856 da Batalha das Três Forcas e depois descomissionado em setembro de 1860. Foi comprado pelo Xogunato Tokugawa em 1864 e renomeado para Kaiten Maru (回天丸), sendo deliberadamente destruído em junho de 1869.